# Whaley Bridge
Whaley Bridge är en ort och civil parish i Storbritannien. Den ligger i distriktet High Peak i grevskapet Derbyshire i England, i den södra delen av landet, 240 km nordväst om huvudstaden London. Whaley Bridge ligger 170 meter över havet och antalet invånare är 4 754.
Närmaste större samhälle är Stockport, 14,6 km nordväst om Whaley Bridge.

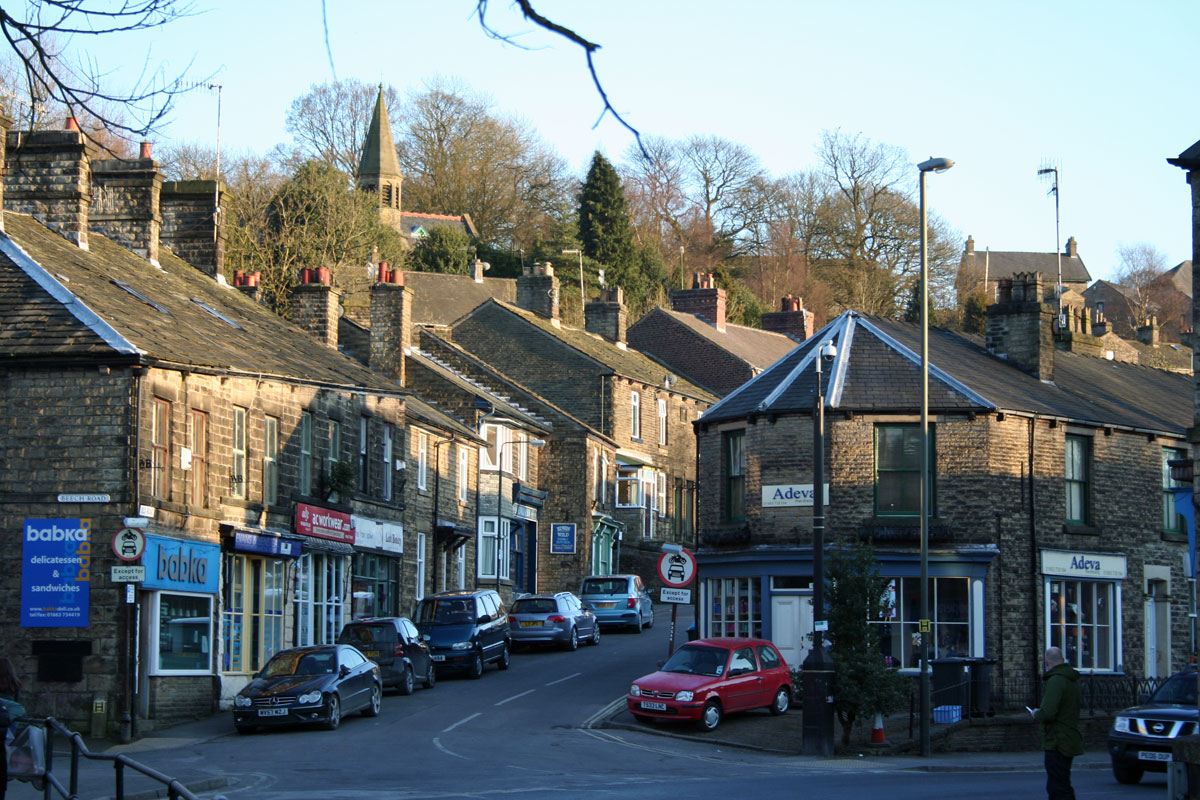
Whaley Bridge, 2010.
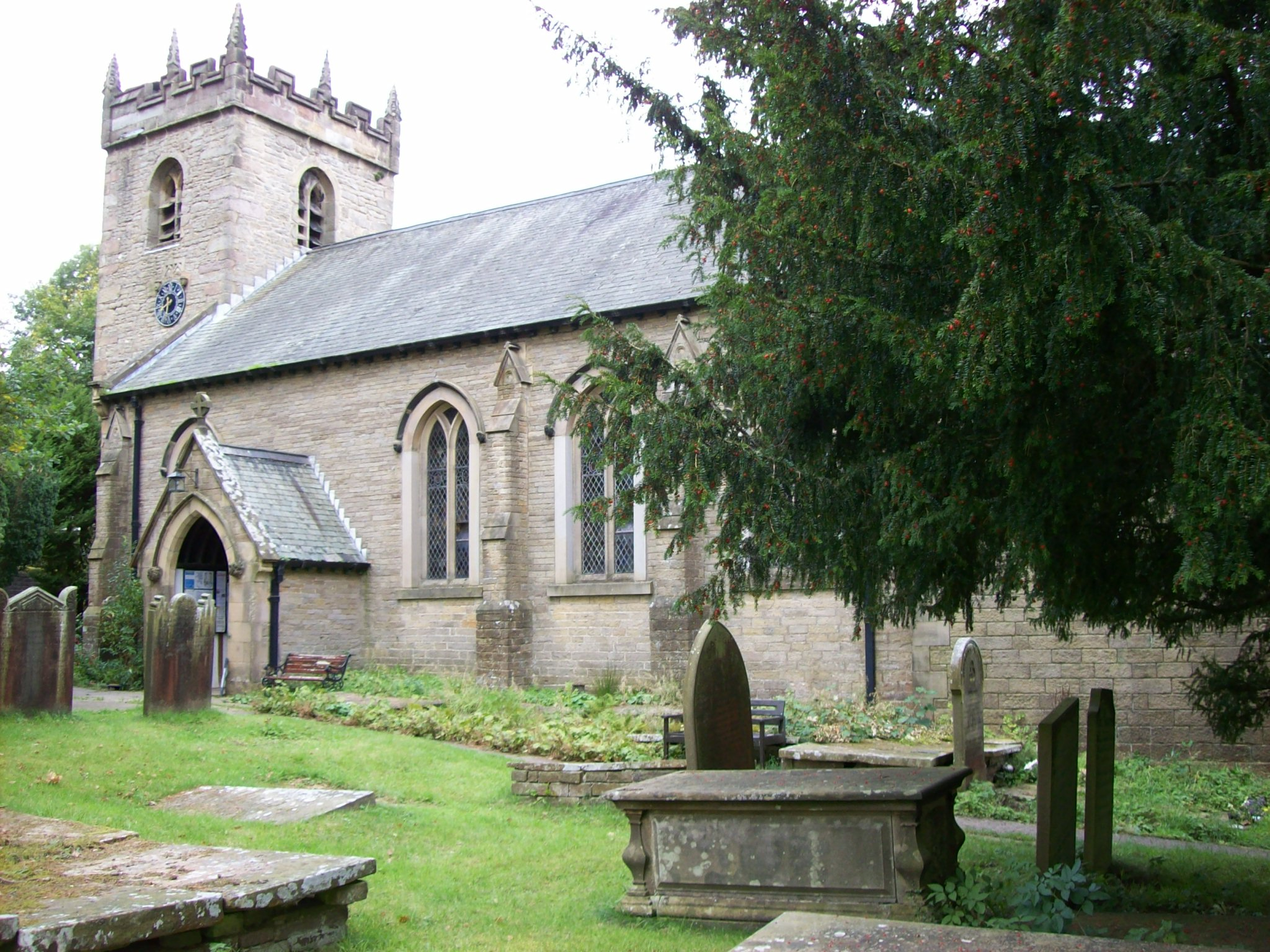
St. James kyrka, 2010.
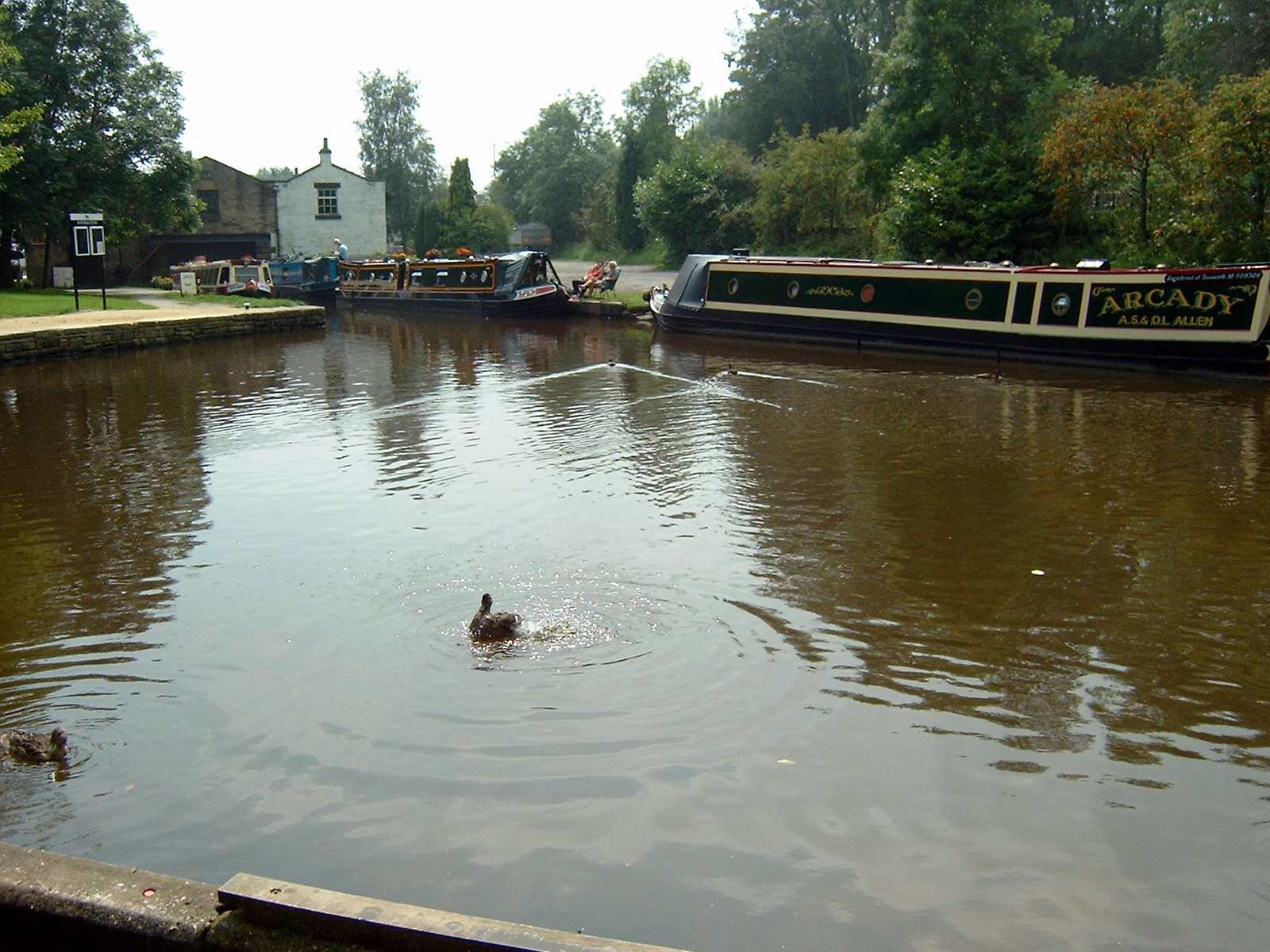
Kanal, 2004.